# Polymicrodon furcilliferum
Polymicrodon furcilliferum är en mångfotingart som beskrevs av Karl Wilhelm Verhoeff 1897. Polymicrodon furcilliferum ingår i släktet Polymicrodon och familjen knöldubbelfotingar. Inga underarter finns listade i Catalogue of Life.